# Marina Trandenkova
Marina Jevgenjevna Trandenkova (ryska: Марина Евгенъевна Транденкова), född den 7 januari 1967 i Riga i Lettiska SSR, är en rysk före detta friidrottare som tävlade i kortdistanslöpning. Hon är gift med den förre ryske stavhopparen Igor Trandenkov.
Trandenkova har varit i två VM-finaler på 200 meter. Vid VM 1997 slutade hon på sjätte plats och vid VM 1995 blev hon sjua. Hon var även i final vid Olympiska sommarspelen 1996 där hon blev femma på 100 meter.
Hon har vidare haft framgångar som en del av ryska stafettlag på 4 x 100 meter. Vid Olympiska sommarspelen 1992 blev hon silvermedaljör vilket hon även blev vid EM 1994.

## Personliga rekord
- 100 meter - 11,06 från 1996
- 200 meter - 22,44 från 1997